# Lathiponus semiluctuosus
Lathiponus semiluctuosus är en stekelart som först beskrevs av Vollenhoven 1878.  Lathiponus semiluctuosus ingår i släktet Lathiponus och familjen brokparasitsteklar. Arten är reproducerande i Sverige. Inga underarter finns listade i Catalogue of Life.